# Rudolf Reiter (Politiker)
Rudolf Reiter (* 15. April 1930 in Simbach am Inn; † 17. Februar 2015 in Frontenhausen) war ein deutscher Maschinenbauingenieur, Hochschullehrer und bayerischer Senator.

## Leben
Reiter besuchte die Schule in Simbach, Linz und Mühldorf am Inn und studierte nach seinem Abitur Maschinenbau an der Technischen Hochschule München. Nach Studienabschluss war er bei der Firma J. M. Voith in Heidenheim an der Brenz in der Steuerungs- und Regelungstechnik tätig. Von 1961 bis 1971 arbeitete er als Dozent am Oskar-von-Miller-Polytechnikum in München, danach bis 1992 als Professor für Steuerungs- und Automatisierungstechnik an der Fachhochschule Rosenheim, bis 1987 war er dort am Aufbau des Studiengangs Produktionstechnik beteiligt, den er auch leitete. Von 1978 bis 1982 war er Vizepräsident der FH Rosenheim. Ferner war er von 1967 bis 1972 Vorsitzender des Verbands der Dozenten an bayerischen Ingenieurschulen, danach von 1973 bis 1980 Mitglied der bayerischen Hochschulplanungskommission, von 1978 bis 1981 Vorsitzender des Strukturbeirats der Fachhochschule Landshut.
Von 1992 bis 1997 war Reiter Mitglied des Bayerischen Senats.